# Pennigsehl
Pennigsehl er en kommune med knap 1.300 indbyggere (2012), beliggende mod vest i centrale del af Landkreis Nienburg/Weser, i den tyske delstat Niedersachsen. Den er en del af Samtgemeinde Liebenau

## Geografi
Pennigsehl ligger syd for Bundesstraße 214 mellem Nienburg/Weser og Sulingen.

## Inddeling
I kommunen ligger landsbyerne:
- Mainsche
- Hesterberg
- Pennigsehl